# Výbuška
Výbuška je pyrotechnický výrobek určený k imitaci výbuchu munice. Charakteristickou výbuchovou přeměnou výbušiny ve výbušce je výhradně explozivní hoření, nikoliv detonace. Akustický tlak (laicky „rána“) dosažený výbuchem výbušky je srovnatelný s akustickým tlakem vzniklým při výbuchu podobného váhového množství detonující výbušiny (např. v granátu), nebo nedetonující střeliviny při výstřelu z děla.
Destrukční účinek, zejména na bezprostřední okolí, je však nesrovnatelně nižší. Obalem výbušky je zpravidla několik mm silný papír nebo plast, tvořící dutinku. Iniciace hotového vojenského výrobku (výbušky) bývá nejčastěji pomocí třecího zapalovače (TZ), časového rozněcovače (ČAROZ), elektricky (EPIO apod.), v případě výbušek pro civilní použití (ohňostroje) zápalná šňůra či elektrický palník. Výbušky obsahují výbušnou pyrotechnickou slož, zpravidla binární slož typu kov – chlorečnan (popř. kov – chloristan). Tento typ slože se nazývá záblesková slož.
Lidový název výbušky je „dělbuch“, název pyrotechnického výrobku pro civilní použití je „dělová rána ohňostrojná“ apod. Z hlediska zákona může jít podle množství obsažené slože o pyrotechnický výrobek třetí nebo čtvrté třídy.